# Cernîșove (Rozdolne)
Cernîșove (în ucraineană Чернишове) este localitatea de reședință a comunei Cernîșove din raionul Rozdolne, Republica Autonomă Crimeea, Ucraina.

## Demografie
Componența lingvistică a localității Cernîșove
     Rusă (63,49%)
     Ucraineană (22,83%)
     Tătară crimeeană (12,77%)
     Alte limbi (0,32%)
Conform recensământului din 2001, majoritatea populației localității Cernîșove era vorbitoare de rusă (63,49%), existând în minoritate și vorbitori de ucraineană (22,83%) și tătară crimeeană (12,77%).